# Taipei 101
O Taipei 101 (Chinês tradicional:臺北101; Chinês simplificado:台北101; Pinyin:Táiběi Yīlíngyī; Wade-Giles:T'ai-pei I-ling-i) é um arranha-céu de 101 andares, localizado em Taipei, Taiwan. O edifício, projetado por C. Y. Lee e construído por KTRT Joint Venture foi o arranha-céu mais alto mundo superando as Petronas Towers, na Malásia, em 2003, e sendo superado pelo Burj Khalifa, nos Emirados Árabes Unidos, em 2010 e pelas Abraj Al Bait Towers na Arábia Saudita em 2011. O Taipei 101 recebeu o prêmio Emporis Skyscraper em 2004.
O edifício fica como um ícone de Taipei, e de Taiwan como um todo. Seu estilo combina a tradição e modernidade da cultura asiática e internacional num único projeto. Suas características de segurança permitem-lhe suportar tufões e terremotos. Um centro comercial multi-nível adjacente ao edifício tem centenas de lojas de moda, restaurantes e clubes. Fogos lançados a partir do Taipei 101 são uma característica proeminente das transmissões internacionais de réveillon. A estrutura é um marco e aparece com frequência em filmes, shows de televisão, publicações impressas, animês, jogos e outros elementos da cultura popular.
O nome da torre reflete a sua localização no distrito comercial de Taipei. O número é pronunciado em inglês simplesmente como "one-oh-one" e em mandarim pelo seu equivalente. O Taipei 101 é de propriedade da Taipei Financial Center Corporation'e gerido pela divisão internacional da Urban Retail Properties Corporation baseada em Chicago. O nome inicialmente previsto para o edifício, era Taipei World Financial Center, que foi obtido a partir do nome do proprietário. 
O Taipei 101 foi ultrapassado em altura no dia 21 de julho de 2007 pelo Burj Khalifa, em Dubai, Emirados Árabes Unidos, após o término da construção dos 141 andares até aquele momento. O título de "edifício mais alto do mundo" agora pertence ao Burj Khalifa pois as normas arquitetônicas internacionais definem edifício como uma estrutura totalmente ocupada. O Burj Khalifa reclamou o título quando sua construção terminou em 2010.

## Construção

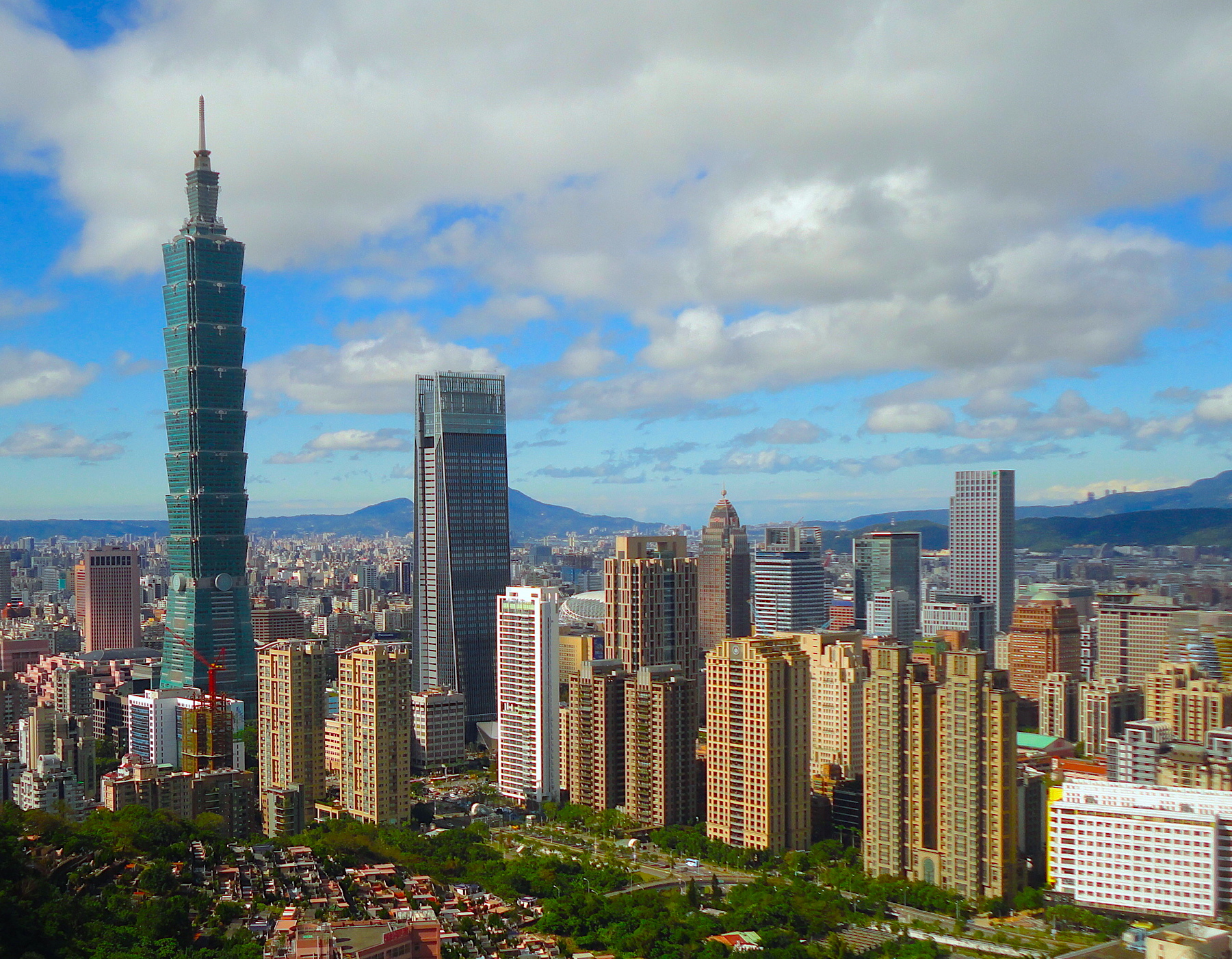
Taipei é a maior cidade da República da China (Taiwan). Na foto, em destaque, o Taipei 101.

O Taipei 101 pode suportar terremotos de 7 graus na escala Richter e ventos de mais de 450 km/h. A importante capacidade de absorção dessa estrutura consiste num amortecedor eólico com placas metálicas de 660 toneladas que está instalado no 89.º andar — o maior e mais pesado mundialmente. Está dividido em 8 segmentos de 8 pisos, e é o único amortecedor visível ao público.
Uma gigantesca bola de ferro de 680 toneladas, colocada no 92.º andar, serve de contrapeso mecânico contra as vibrações, absorvendo a energia e minimizando as oscilações.
O elevador, fabricado pela empresa Toshiba, tem o título de maior velocidade: em apenas 37 segundos, leva trinta pessoas do 5.º andar até o 89.º. Esse elevador também possui um sistema de selamento hermético similar ao de um avião, que protege os ouvidos das pessoas que viajam nele.

### Observatórios
O edifício possui um observatório interno no 89° andar e um observatório externo ao ar livre no 91° andar. Ambos oferecem uma visão panorâmica e atraem visitantes do mundo inteiro.